# Chiesa di San Rocco (Moneglia)
La chiesa di San Rocco è un luogo di culto cattolico situato nella frazione del Bracco, nel comune di Moneglia, nella città metropolitana di Genova.

## Storia e descrizione
Edificata alla fine del XVII secolo appena fuori dall'abitato, sui resti di un preesistente edificio intitolato a san Pietro, la dedizione verso il santo di Montpellier avvenne quasi certamente dopo il luttuoso periodo pestilenziale che colpì Genova e la sua repubblica nel Seicento.
L'edificio, che ha mantenuto l'originale aspetto seicentesco, è ad unica navata con abside.
All'interno dietro l'altare, un quadro di San Rocco del pittore Victor Ernesto Roverano, che dipinse durante il suo soggiorno in Italia negli anni trenta del Novecento.